# Vasile Manea Drăgulin
Vasile (Lică) Manea Drăgulin (n. secolul al XX-lea – d. 11 decembrie 2017) a fost un procuror general al României, numit în funcție în 1993 de Ion Iliescu. În 1996, Vasile Manea Drăgulin a fost numit ambasador al României în Republica Cehă.

## Cariera profesională
La sfârșitul anului 1989 era procuror șef adjunct însărcinat cu urmărirea penală la Procuratura Municipiului București și secretarul PCR al instituției.
A fost procuror general al României între 26 aprilie 1993 și 27 august 1996. În data de 22 august 1996, la scurt timp înainte de pensionare, a formulat un recurs în anulare împotriva dec. civ. 833/1996 a Curții de Apel Craiova, prin care a fost decisă în mod definitiv și irevocabil restituirea Bisericii dintre Brazi din Sibiu către Biserica Română Unită cu Roma, Greco-Catolică. Deși recursul în anulare formulat de Manea Drăgulin a fost respins în anul 1999, acesta a tergiversat restituirea respectivului lăcaș de cult.
Vasile Manea Drăgulin a murit în data de 11 decembrie 2017.

## Cazul Gheorghe Ursu
Potrivit inginerului Andrei Ursu, fiul disidentului Gheorghe Ursu, procurorul Manea Drăgulin a mușamalizat în anul 1985 uciderea lui Gheorghe Ursu de către Securitate. Astfel, în anul 1985 Manea Drăgulin, deși existau indicii în sensul morții violente a lui Ursu, a stabilit că moartea ar fi fost nonviolentă și a dispus neînceperea urmăririi penale. De-abia în anul 2000, după mai multe răsturnări de situație, un infractor de drept comun, aflat în detenție împreună cu Ursu, a fost condamnat pentru uciderea lui Gheorghe Ursu.